# The Hitler Gang
The Hitler Gang is een Amerikaanse dramafilm uit 1944 onder regie van John Farrow.

## Verhaal
In 1918 herstelt de jonge korporaal Adolf Hitler van een gasaanval tijdens de Eerste Wereldoorlog. Hij wordt later lid van de Duitse Arbeiderspartij en klimt snel op binnen de rangen van die partij. Door zijn vijanden een voor een uit te schakelen wordt hij dictator van Nazi-Duitsland.

## Rolverdeling
| Acteur            | Personage           |
| ----------------- | ------------------- |
| Bobby Watson      | Adolf Hitler        |
| Roman Bohnen      | Ernst Röhm          |
| Martin Kosleck    | Joseph Goebbels     |
| Victor Varconi    | Rudolf Hess         |
| Luis Van Rooten   | Heinrich Himmler    |
| Alex Pope         | Hermann Göring      |
| Ivan Triesault    | Martin Niemöller    |
| Poldi Dur         | Geli Raubal         |
| Helene Thimig     | Angela Raubal       |
| Reinhold Schünzel | Erich Ludendorff    |
| Sig Ruman         | Paul von Hindenburg |
| Alexander Granach | Julius Streicher    |
| Fritz Kortner     | Gregor Strasser     |
| Tonio Selwart     | Alfred Rosenberg    |
| Richard Ryen      | Adolf Wagner        |